# Schüttkasten Primmersdorf

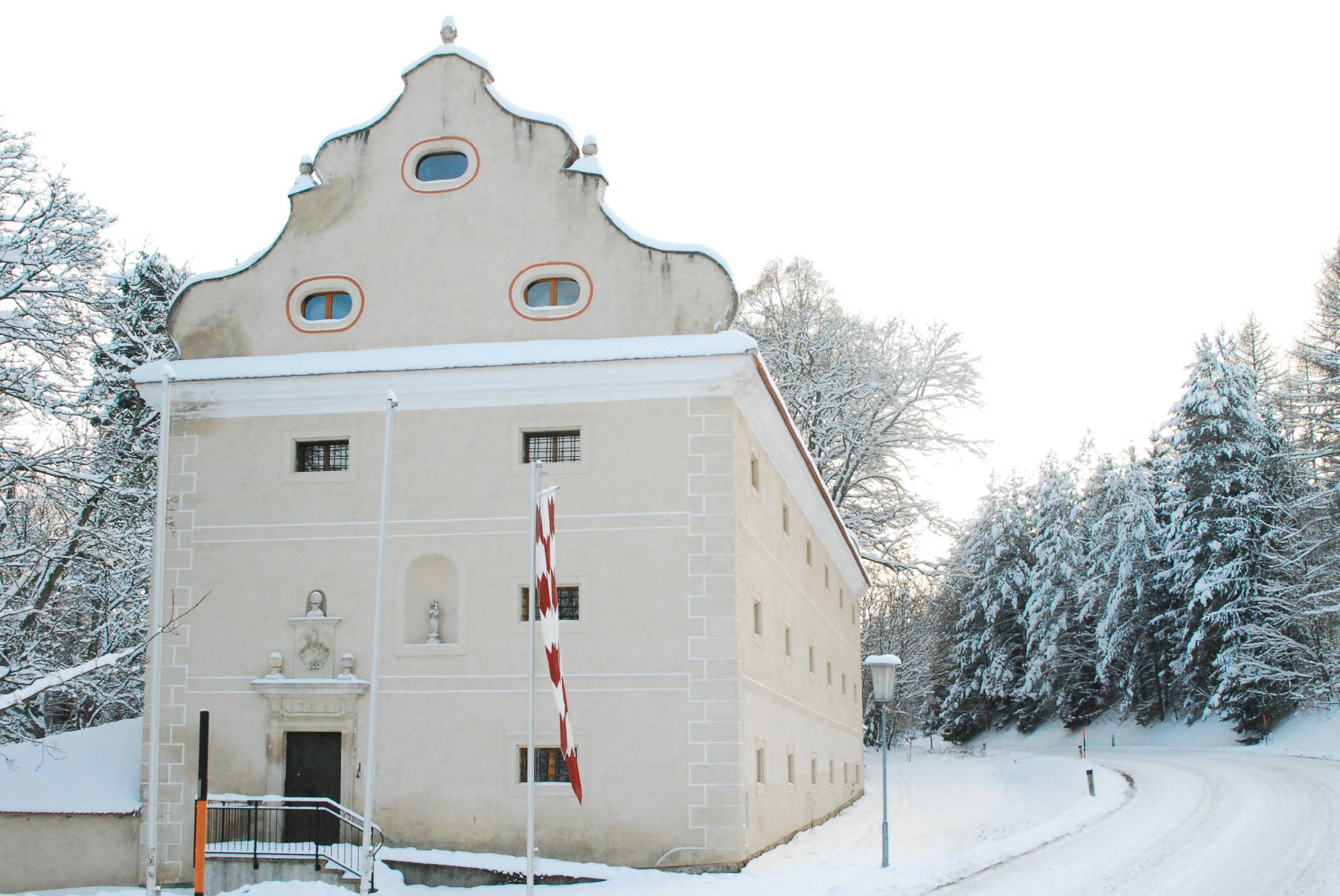
Schüttkasten von Primmersdorf

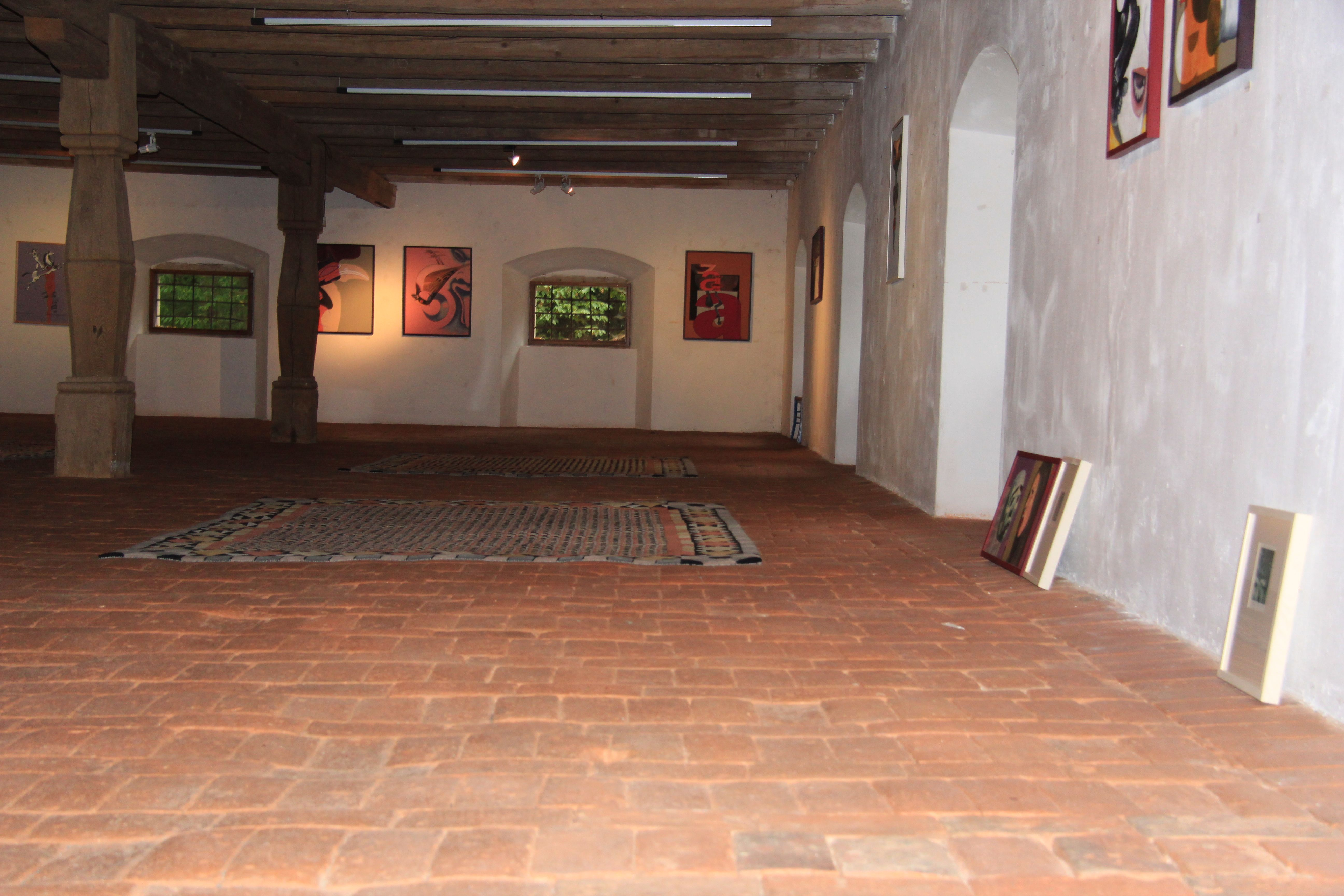
Innen renovierter Schüttkasten von Primmersdorf

Der Schüttkasten von Primmersdorf bei Raabs an der Thaya im Waldviertel ist ein ehemaliger Getreidespeicher. Er steht als Teil des Schlosses Primmersdorf unter Denkmalschutz (Listeneintrag).

## Beschreibung und Geschichte
Der Schüttkasten von Schloss Primmersdorf wurde 1706 im Auftrag des Chorherrenstifts Herzogenburg von Jakob Prandtauer errichtet.
Der Schüttkasten ist ein dreistöckiges Bauwerk. Die längsseitigen Außenmauern verfügen über gerahmte Breitfenster, die Giebelmauern über drei breitovale Luken und geschwungene Giebelaufsätze, die mit Kugeln bekrönt sind. Die Fassade ist neben den Fenstern auch durch eine Ortsteinrahmung und Kordongesimse gegliedert.
Die Tür in der nordseitigen Giebelwand besitzt eine Steinrahmung mit Ohren. Im Attikaaufsatz findet sich die Jahreszahl 1706. Auf dem oberhalb befindlichen Sturzbalken sind seitliche Postamente, welche ebenfalls Kugeln tragen. Oberhalb befindet sich als Steinrelief das Abtwappen mit der Umschrift „Maximilianus Propst zu Herzogenburg“. Den oberen Abschluss bildet ein mit einer Kugel bekröntes Abschlussgebälk. Seitlich oberhalb der Tür ist in die Giebelwand eine Rundbogennische.
Im Erdgeschoß befindet sich eine zweischiffige Pfeilerhalle. Der Boden ist mit Ziegeln belegt, die Decke aus Holz.
Die aus Wien stammende Textilkünstlerin Vesna (Elfriede Michl) erwarb Schloss Primmersdorf und den Schüttkasten, um ihre in der Wiener Innenstadt angesiedelten und unter Platznot leidenden Werkstätten hierher zu übersiedeln. Der Rückgang an Aufträgen und eine sinkende Mitarbeiterzahl zwang sie zum Verkauf des Schlosses, lediglich einige Wirtschaftsgebäude und der Schüttkasten blieben in ihrem Eigentum.
Nach einer Renovierung wurde der Schüttkasten von Primmersdorf 2005 als Veranstaltungsort für private und öffentliche Feiern sowie Kulturveranstaltungen eröffnet.